# HTV Key
HTV Key là Kênh phổ biến kiến thức của Đài Truyền hình Thành phố Hồ Chí Minh.

## Lịch sử

### HTV4
- Phát sóng từ tháng 10/2003, từ tháng 11 cùng năm, kênh bắt đầu phát sóng chính thức.
- Năm 2006: Hợp tác xã hội hóa với FPT Media.

### HTV Key
Tiền thân của kênh HTV Key là kênh HTV4. Đây cũng là kênh thứ 2 ở Việt Nam được sử dụng với nội dung ban đầu là kênh khoa giáo.
Trước đó 1 lần, kênh này cũng từng hợp tác với các đơn vị khác để ra mắt các bộ phim, các chương trình thể thao, giải trí, ca nhạc và các chương trình dạy học trên truyền hình.
Vào lúc 00h00 ngày 10/08/2018, HTV đã bàn giao kênh HTV4 cho Ban Văn hóa - Xã hội, Đài Truyền hình Thành phố Hồ Chí Minh trực tiếp quản lý và sản xuất các chương trình chuyên biệt về phổ biến kiến thức do HTV tổ chức. Đài đã đổi kênh HTV4 thành HTV Key. Ban Văn hóa - Xã hội HTV đã biên tập lại toàn bộ nội dung và cải thiện chất lượng các chương trình như vậy để phục vụ khán giả, và điều này được áp dụng từ đó đến nay. Hiện nay, hầu hết các chương trình vốn từng được phát trên HTV Key trước đây cũng đã được phát lại chủ yếu trên HTV7 và HTV9.

## Thời lượng phát sóng của HTV Key

### HTV4
- Trong suốt tháng 10/2003: 15h00 - 24h00 hàng ngày (9/24h).
- Từ tháng 11/2003 - 09/08/2018: 24/24h.

### HTV Key
- 10/08/2018 - Sau năm 2021: 24/24h.
- Từ năm 2022 - nay: 05h00 - 03h30 hàng ngày (22,5/24h). Trừ trường hợp quốc tang, kênh tạm dừng phát sóng & tiếp sóng HTV9 trong 2 ngày.

## Logo

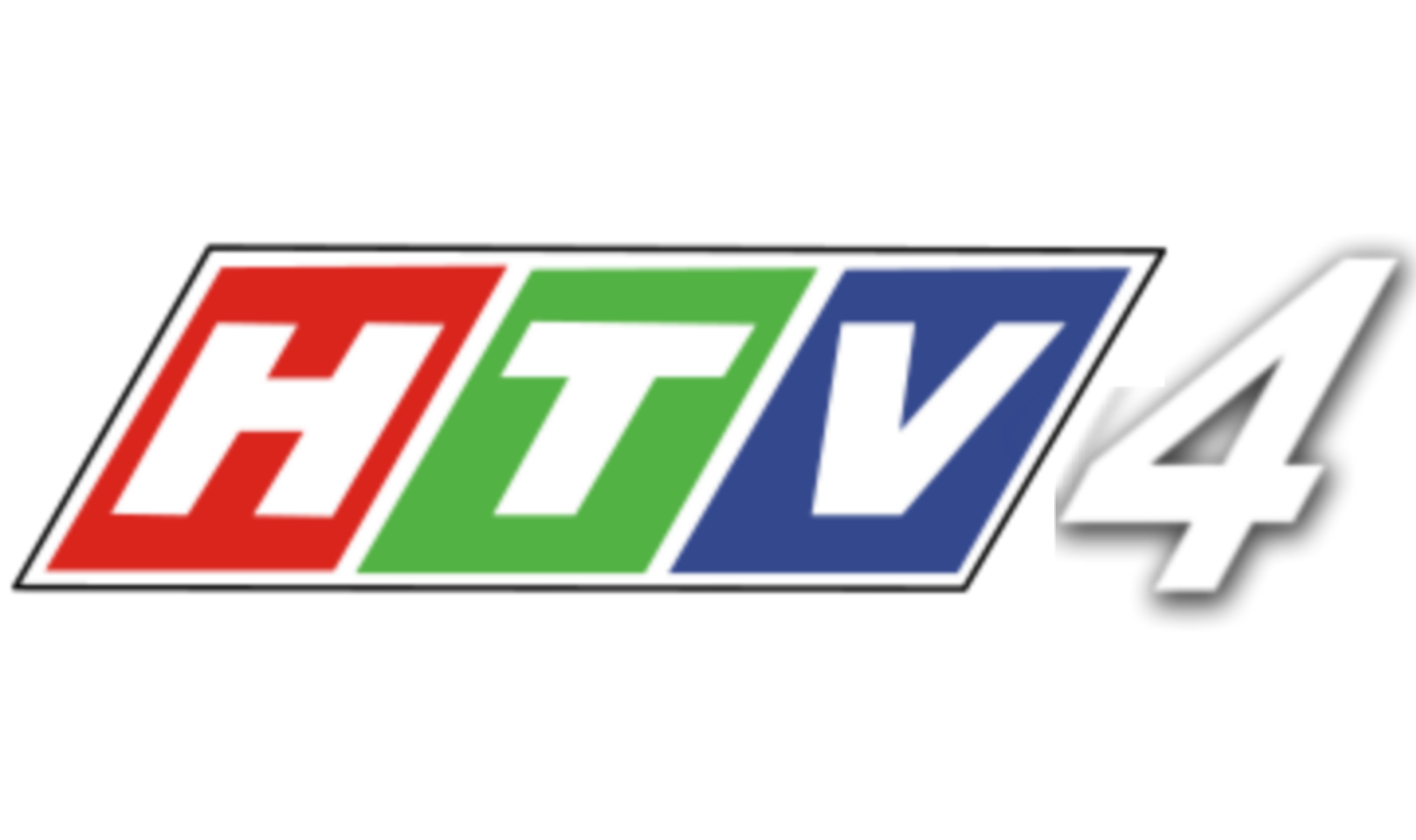
Logo sử dụng từ 01/10/2003 - 09/08/2018

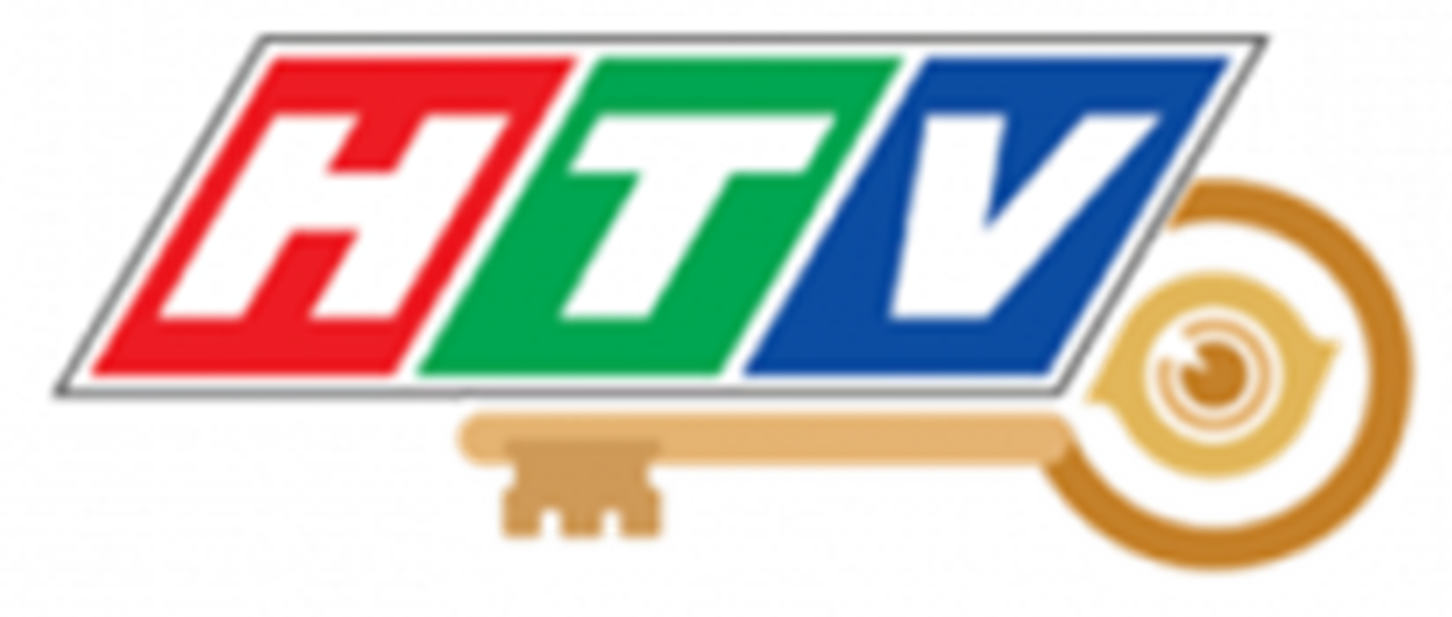
Logo sử dụng từ 10/08/2018 - nay